# Empezar (álbum)
Empezar es el primer álbum del músico cristiano Miguel Balboa, publicado el 17 de marzo de 2010. En este álbum, Miguel habla bastante de las situaciones cotidianas que muchas veces no le damos la importancia o valor que merecen.
En el año 2010, el álbum “Empezar” recibió la nominación en los Premios Arpa en la categoría Lanzamiento del Año, resultando ganador en la ceremonia de entrega que se realizó en la ciudad Miami, Fl.[cita requerida]
El éxito del álbum Empezar fue rotundo y llevó a Miguel a recorrer no solo las ciudades más importantes de su país, sino que también le permitió presentar su música en los Estados Unidos y Colombia en distintas giras promocionales realizadas en 2011 y 2012.[cita requerida]
En su visión incluye el tratar de inyectar frescura a la música cristiana y provocar un despertar a nuevos niveles de creatividad; y cree que el español es uno de los idiomas más bellos y que no se necesita traducir tantas canciones de otras naciones para la iglesia de América Latina.